# Concepción Agramonte
María de la Concepción Concha Agramonte Boza de Sánchez (Camagüey, 7 de diciembre de 1834 - La Habana, 24 de agosto de 1922) fue una patriota independentista cubana.

## Orígenes y primeros años
Nació en una familia adinerada de la "Ciudad Prócer" Camagüey.
Desde muy joven se distinguió por su belleza, y por su ilustración, que la llevaron a ser una de las personalidades reconocidas en la lucha por la independencia de su país.
Debido a sus actividades segregacionistas sufrió prisión y fue enviada al destierro y alejada de su esposo ―Francisco Sánchez Betancourt― y sus hijos.

## Guerra de los Diez Años
Al estallar la Guerra de los Diez Años (1868-1878), Concha Agramonte combatió como un soldado más, acompañada de su esposo y de nueve de sus doce hijos.

## Guerra Necesaria y últimos años
En 1895 se reanudó la guerra de independencia, pero Concepción Agramonte ―de 60 años de edad― ya no podía empuñar personalmente las armas como lo había hecho un cuarto de siglo atrás, por impedírselo su estado de salud. Entonces preparó con sus propias manos los equipos y envió a sus hijos Eugenio, Armando, Benjamín y Calixto a la manigua redentora. En la actualidad los hermanos Sánchez Agramonte son considerados héroes de la independencia de Cuba.
Concha Agramonte falleció en La Habana el 24 de agosto de 1922.